# أندي أشبي
أندي أشبي (بالإنجليزية: Andy Ashby)‏ هو لاعب كرة قاعدة أمريكي، ولد في 11 يوليو 1967 في كانساس سيتي في الولايات المتحدة.

## وصلات خارجية
- أندي أشبي على موقع دوري كرة القاعدة الرئيسي (الإنجليزية)
- أندي أشبي على موقعبيزبول رفرنس.كوم (الدوري الرئيسي) (الإنجليزية)
- أندي أشبي على موقعبيزبول رفرنس.كوم (الدوري الثانوي) (الإنجليزية)
- أندي أشبي على موقع إي إس بي إن.كوم (أم.أل.بي) (الإنجليزية)
- أندي أشبي على موقع مشجعي الرسوم البيانية (الإنجليزية)